# Phantom-Luftschiff-Welle 1896–1897

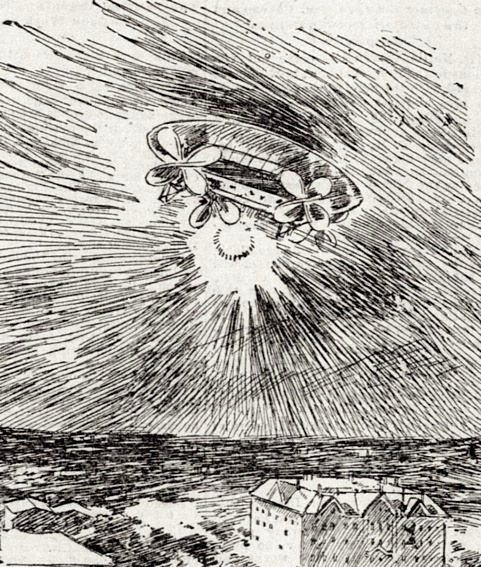
Phantom-Luftschiff (1896)

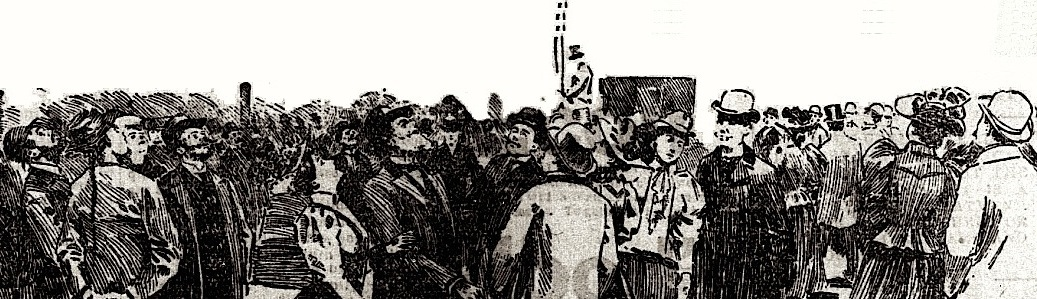
Menschenmenge beobachtet das Luftschiff (Sacramento 1896)

Die Phantom-Luftschiff-Welle 1896–1897 (englisch mystery airship oder phantom airship wave) ist eine Moderne Legende über eine Serie von Sichtungen eines unidentifizierten Flug-Objekts, das laut zeitgenössischen Zeitungsberichten zwischen November 1896 und Mai 1897 von mehreren zehntausend Menschen in mindestens neunzehn Bundesstaaten der USA gesehen wurde. Für die Beobachtungen wurden verschiedene natürliche sowie übernatürliche Ursachen angeführt, ohne dass einer dieser Erklärungsansätze die Gesamtheit der Sichtungen erklären konnte. Aufgrund der überlieferten Beschreibungen sind aber die Beobachtungen von realen zeitgenössischen Luftschiffen sowie von außerirdischen Flugkörpern weitestgehend ausgeschlossen. Zur humanwissenschaftlichen Analyse möglicher Ursachen wurde das Phänomen in den letzten Jahrzehnten unter massenpsychologischen, soziologischen und kulturhistorischen Fragestellungen untersucht. In der aktuellen Rezeption stehen kulturwissenschaftliche Erklärungsansätze im Vordergrund.

## Geschichte

### Erste Sichtungswelle 1896

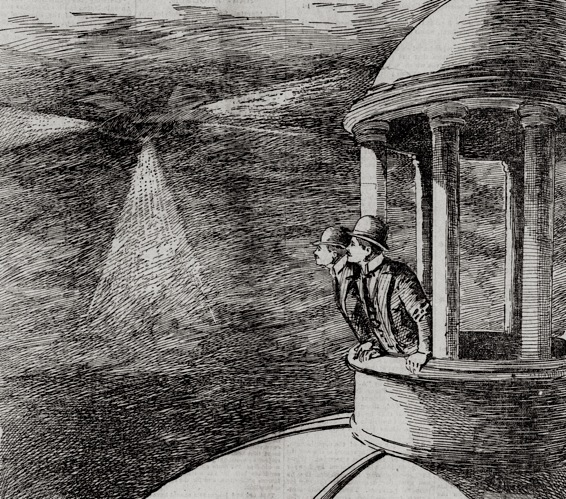
„Phantom-Luftschiff“ über Sacramento (Illustration 1896)

Die ersten Meldungen über ein unbekanntes Flugobjekt erfolgten in der stürmischen Nacht des 17. November 1896 in Sacramento und über Oakland, Kalifornien, nachdem seit Ende September bereits vereinzelt „seltsame Lichter am Himmel“ beobachtet worden waren. Dutzende Bewohner sahen stark strahlende Lichter am verregneten Nachthimmel, einige meinten dahinter einen zigarrenförmigen Schatten zu erkennen. Ein Straßenbahnfahrer namens Lowery erklärte sogar, er habe zwei Männer erkennen können, die das Gerät über Pedale angetrieben hätten.
In den folgenden Wochen wurden weitere Sichtungen aus ganz Kalifornien sowie aus dem nördlich gelegenen Washington State und Kanada gemeldet. Innerhalb von wenigen Tagen brach ein wahres „Luftschiff-Fieber“ aus. Die Menschen standen nachts auf den Straßen und suchten den Himmel nach dem leuchtenden Objekt ab. Höhepunkt war die Nacht des 22. November, in der Sichtungen eines unbekannten Flugkörpers aus 11 Orten zwischen Chico und Pasadena gemeldet wurden.
Über die Beobachtungen wurde kontrovers berichtet: Die örtlichen Zeitungen The Sacramento Bee und San Francisco Call heizten die Stimmung an, während andere zum Teil namhafte Zeitungen das Ereignis abwertend und mit sarkastischem Unterton behandelten. Mit der Anzahl der Sichtungen stieg aber auch die Zahl der kritischen Stimmen. Der San Francisco Chronicle zitierte den bekannten Astronomen George Davidson (1825–1911), der erklärte, seiner Meinung nach handele es sich um eine Kombination aus Betrug und Einbildungskraft. Und die Zeitung Evening Telegram  aus Portland merkte skeptisch an: „Niemand hier wird an die Existenz dieses erstaunlichen Luftschiffs glauben, bevor er oder sie es – natürlich in vollem Betrieb – sieht.“
Im Dezember 1896 verringerten sich die Beobachtungsmeldungen und zu Weihnachten endeten sie ganz.

### Zweite Sichtungswelle 1897

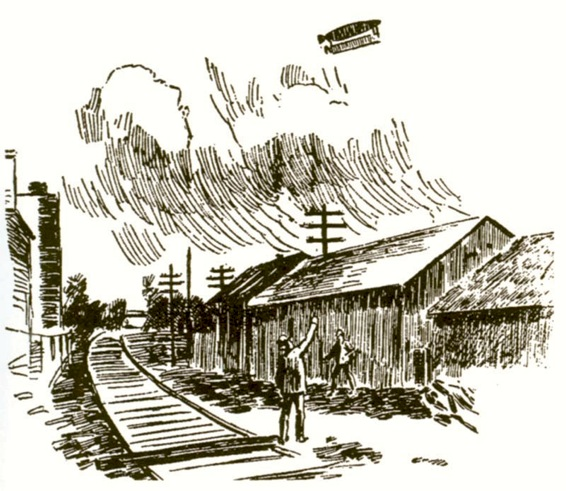
„McCann-Sichtung“ über Chicago (Illustration April 1897)

Ab Februar 1897 kam es, überwiegend im amerikanischen Mittelwesten und einigen Südstaaten, zu zahlenmäßig rasch ansteigenden neuen Sichtungen, die vom Umfang her die 1896er-Beobachtungen deutlich übertrafen und am 17. April mit 14 Sichtungen an einem Tag ihren Zenit erreichten. Obwohl bislang nie mehr als ein Flugkörper gleichzeitig gesehen wurde, kam die mediale Öffentlichkeit nun zur Auffassung, dass ein einzelnes Luftschiff nicht für alle Sichtungen verantwortlich sein konnte.
Im April 1897 wurde das unbekannte Luftschiff mehrfach über Chicago gesichtet. Am 12. April berichtete die Chicago Times-Herald, der Zeitungshändler Walter McCann habe im städtischen Rogers Park am Morgen des Vortags in Gegenwart von Zeugen zwei Fotos des in etwa 200 Meter Höhe über der Stadt fliegenden Phantom-Luftschiffs aufgenommen. Da die meisten Zeitungen wegen des damaligen Stands der Drucktechnik noch keine Fotos abdrucken konnten, erschien lediglich eine Zeichnung des Flugkörpers. Die Originalaufnahmen von McCann gelten als verschollen.
Die Zeitungen veröffentlichten auch zahlreiche Berichte über Landungen und Abstürze des Objekts sowie über Kontakte mit der Besatzung. Im März 1897 schilderte ein Farmer aus der Nähe von Sioux City in Iowa, er sei von einem Anker, der von dem unbekannten Flugkörper herabhing, erfasst und mitgeschleift worden. Und im April 1897 kam es angeblich zu einem Diebstahl durch die mysteriösen Luftschiffer: In Kansas wurde im Woodson County dem Farmer Alexander Hamilton eine zweijährige Kuh entwendet.
Im April erreichte die Luftschiff-Hysterie mit mehreren hundert Sichtungen ihren Höhepunkt. Tausende von Menschen suchten bei warmem Frühlingswetter allabendlich den Himmel ab. Danach gingen die Sichtungen schlagartig zurück und endeten schließlich im Sommer 1897.

### 1909 – 1913
Es gab eine Reihe von Sichtungen von Luftschiffen 1909 in Neu-England, Neuseeland und in verschiedenen Orten Europas. Spätere Sichtungen kamen von Großbritannien 1912 und 1913. Zu dieser Zeit war die Luftschiff-Technologie schon gut entwickelt, weshalb die Vermutung nahelag, dass es sich um private Luftschiffe handelte, die gesichtet wurden.

## Beschreibung der Flugkörper und Besatzungen

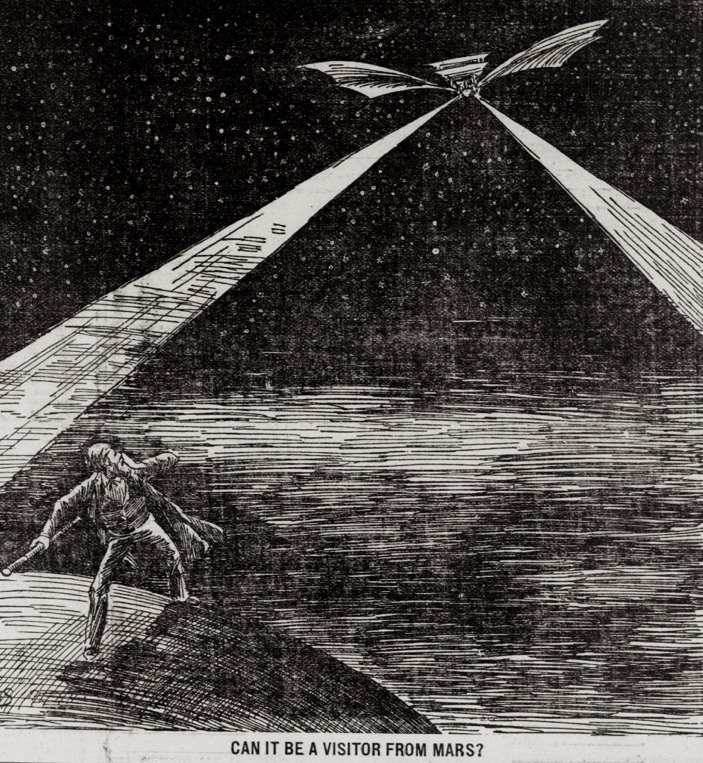
„Ein Besucher vom Mars?“ (1897)

Soweit sich die Beschreibungen nicht auf sich bewegende Lichter beschränkten, wurden die Phantom-Luftschiffe überwiegend als längliche dunkle Objekte geschildert, manchmal mit Flügeln, die auch gegen den Wind fliegen konnten und mit grell leuchtenden Scheinwerfern bestückt waren. Auch wenn gelegentlich beschrieben wurde, das Objekt sei „wie eine Gewehrkugel“ davon geschossen oder habe abrupt Flughöhe oder Kurs gewechselt, bewegten sich die Flugkörper den Schilderungen nach in der Regel langsam und konnten deshalb gut beobachtet werden. Unter den vielen hundert Meldungen findet sich nur eine, die das Luftschiff als 12 Meter langes „hutförmiges“ Objekt beschreibt und damit der heutigen Vorstellung eines Ufos recht nah kommt. Eine typische Beschreibung des Luftschiffs findet sich im Chicago Chronicle vom 13. April 1897:
„Die Maschine war deutlich zu sehen und hatte ... eine Länge von etwa 60 Fuß [18 Meter]. Auch die Vibrationen der Flügel waren deutlich zu erkennen. Sie war wie üblich mit farbigen Lichtern besetzt, und der Motor und eine Art Musik wie von einem Orchester waren zu hören.“
Und ein Zeuge namens James Hooton aus Arkansas, der als „bekannter Eisenbahnschaffner“ bezeichnet wurde, lieferte folgende Beschreibung eines gelandeten Flugobjekts und dessen Start am 20. April 1897:
„Eine nähere Untersuchung zeigte, dass der Kiel in zwei Abschnitte unterteilt war. Vorn lief er wie die Scheide eines Messers aus, die Flanken waren zur Mitte hin erweitert, um hinten wieder zusammenzulaufen. Auf jeder Seite befanden sich drei große Räder aus einem biegsamen Material, die sich eindrückten, wenn sie rollten... Ich bemerkte, dass vor jedem Rad eine zwei Zoll große Röhre angebracht war, aus der nun Luft auf die Räder geblasen wurde. Die Räder begannen sich zu drehen, und das Schiff erhob sich mit einem zischenden Geräusch. Plötzlich machte das Flugzeug einen Satz, richtete den Bug in den Himmel, und die Ruder am Ende wurden zur Seite geschwenkt. Die Räder drehten sich nun so schnell, dass die Speichen kaum noch zu sehen waren. Schneller, als ich es erzählen kann, war das Schiff verschwunden.“
Es erschienen auch Berichte über mehrere Landungen, bei denen es zum Kontakt mit Besatzungsmitgliedern der Phantom-Luftschiffe gekommen sein soll. Diese wurden fast ausnahmslos als „ganz gewöhnliche Menschen“ beschrieben: Mal war es eine Frau, mal „ein mittelgroßer Mann“ mit „getönter Brille“, ein „Mann mit langem dunklen Bart“ oder ein kleiner Mann mit „hellblauem Matrosenanzug“. Angesprochen antworteten sie stets auf Englisch. Bei den wenigen überlieferten Schilderungen von „Riesen“, fremdartigen oder nichtmenschlichen Flugkörperinsassen handelt es sich nach der Meinung von CENAP um Falschaussagen.

## Gesellschaftliche Rahmenbedingungen
Die 1890er Jahre waren für die Vereinigten Staaten eine Zeit großer gesellschaftlicher Umbrüche, Spannungen und Probleme. Mit dem Ende der Indianerkriege hatte die Erschließung des Westens 1890 ihr Ende gefunden, der Kontinent war besiedelt. Die sinnstiftende „Grenzerfahrung“ („Frontier“) der Amerikaner richtete sich nun vom Inneren des eigenen Landes nach außen, insbesondere gegen die Kolonialmacht Spanien, und – so der Kulturhistoriker Gregory M. Pfitzer – nach oben in den Himmel. Die Luftschiffe erschienen mitten in einer durch Spanien verursachten Krise auf Kuba, wo Aufständische um die Unabhängigkeit kämpften. Die US-Bevölkerung sympathisierte mehrheitlich mit den Rebellen und 1898 griffen die USA schließlich in den Kampf ein (Spanisch-Amerikanischer Krieg). Die mysteriösen Luftschiffe wurden mehrfach mit dem Befreiungskrieg der Kubaner in Verbindung gebracht. So erklärte im Januar 1897 der ehemalige kalifornische Attorney General William H. H. Hart (1848–1903), der angebliche Erfinder des Luftschiffs sei auf dem Weg nach Kuba, um die Aufständischen bei ihrem Kampf zu unterstützen.
Wie bei der Ufowelle der 1940er und 1950er Jahre sah sich die amerikanische Bevölkerung gleichzeitig mit wirtschaftlichen und politischen Entwicklungen konfrontiert, die in großen Bevölkerungskreisen Existenzängste auslösten. Das Land durchlief zwischen 1893 und 1897 die dritte wirtschaftliche Depression nach Ende des Sezessionskriegs 1865. Die Industrialisierung seit dem Bürgerkriegsende hatte zur Bildung großer Wirtschaftstrusts geführt, die Einfluss auf die Politik nahmen und durch ihre auf Gewinnmaximierung ausgerichtete Preispolitik heftige Reaktionen in der unter hoher Arbeitslosigkeit leidenden Bevölkerung auslösten. Parallel dazu entstanden die ersten großen Gewerkschaften und es kam zu zum Teil gewaltsamen wirtschaftspolitischen Auseinandersetzungen (Pullman-Streik 1894). Die Präsidentschaftswahl im November 1896 mit dem äußerst knappen Sieg von William McKinley gegen den „Kandidaten des kleinen Mannes“ William Jennings Bryan verschärfte diese Spannungen.
Die Menschen lebten in einem Zeitalter der sprunghaften wissenschaftlichen und technischen Entwicklungen, die auf positives öffentliches Interesse stießen. Alles erschien möglich. Auch für die aktuelle Entwicklung der Luftfahrt war das Publikum sensibilisiert, seit der Senator Henry Cabot Lodge einen Gesetzentwurf eingebracht hatte, der für die Entwicklung eines lenkbaren Luftschiffs bis 1901 einen Preis in Höhe von 100.000 USD vorsah. Die Mehrheit der Amerikaner war fest davon überzeugt, es sei nur noch eine Frage der Zeit, bis auch das Problem der Luftreisen gelöst werden würde.

### Real existierende Luftschiffkonstruktionen

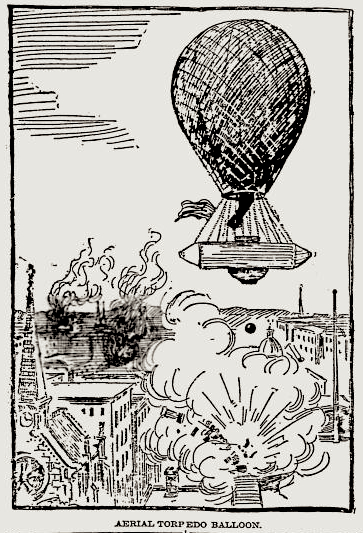
Aerial Torpedo Balloon (1896)

#### Zeitungsberichterstattung

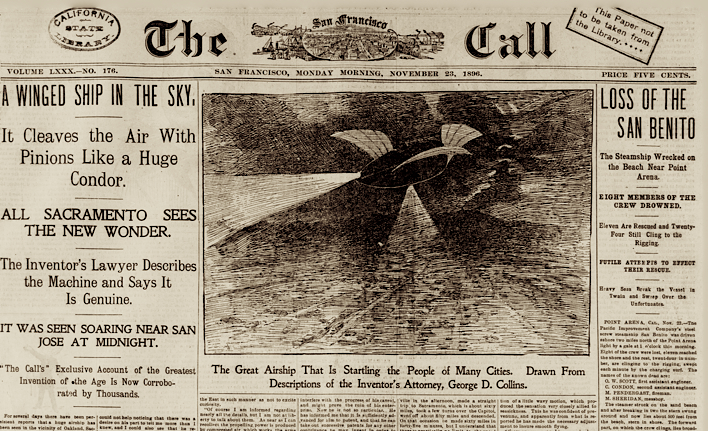
Zeitungs-Schlagzeile 1896

#### Beispiele

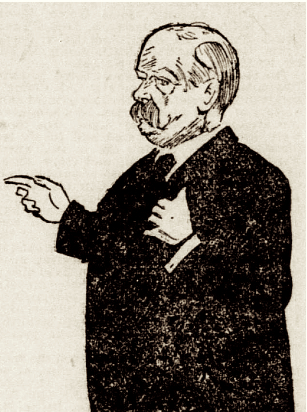
Angeblicher Zeuge H.G. Shaw (Zeichnung 1895)

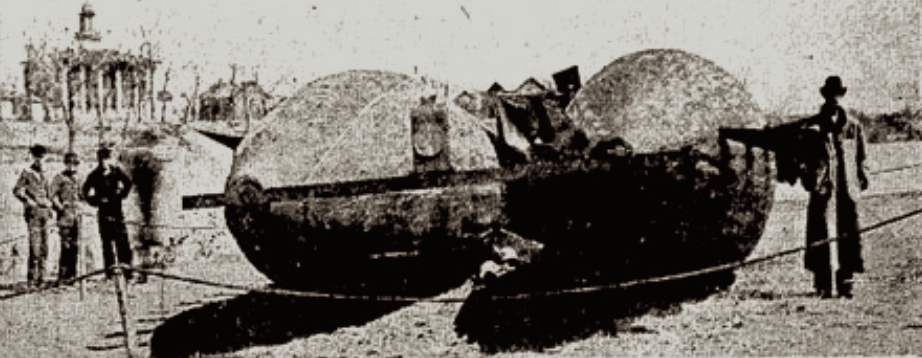
Waterloo-Luftschiff-Fälschung 1897

### Wahrnehmungstäuschungen

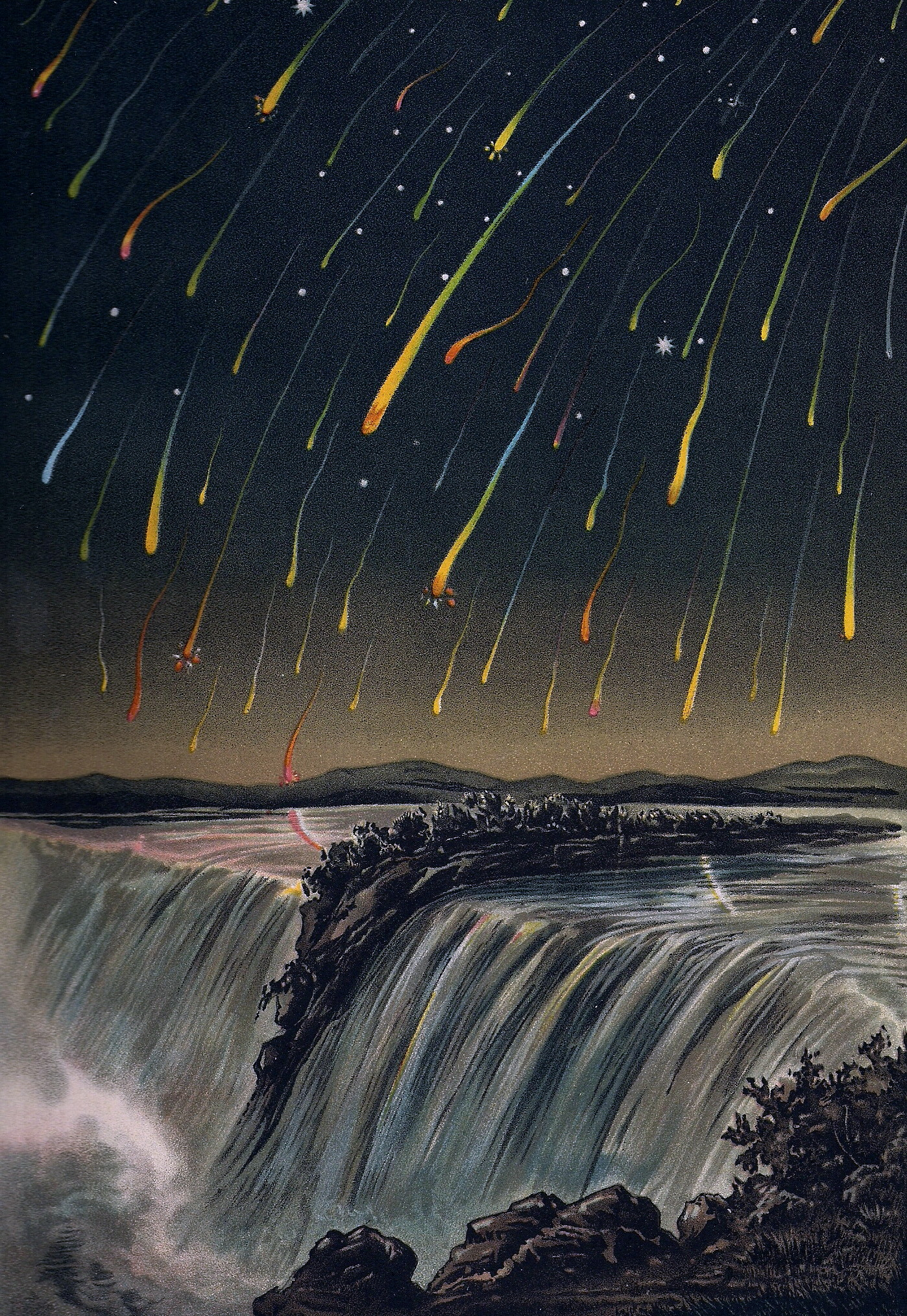
Extremer Leonidenstrom 1833

### Kulturwissenschaftliche Einordnung

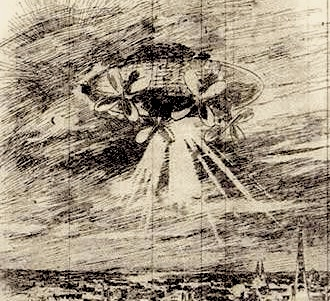
„Phantom-Luftschiff“ über Sacramento (Illustration 1896)

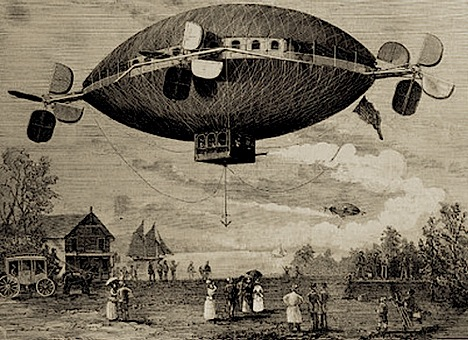
Coles „Aerial Vessel“ 1886